# ニタリ
ニタリ (Alopias pelagicus) は、ネズミザメ目オナガザメ科に分類されるサメ。

## 分布
インド洋、太平洋
分布域の詳細に関しては、マオナガと混同されている可能性があり、さらなる情報が必要である。主に外洋に生息するが、沿岸部にも現れる。生息水深帯は0～152m以深。

## 形態

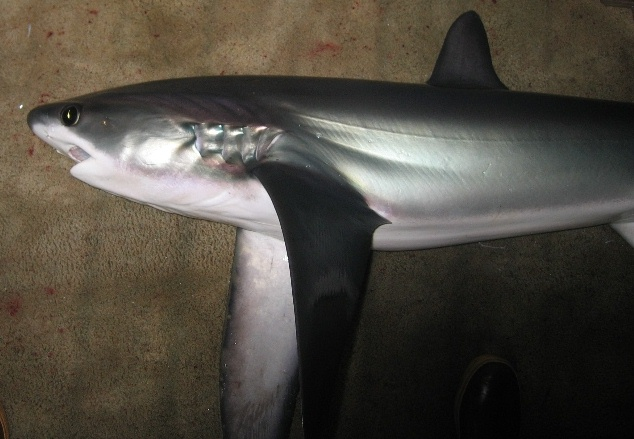
ニタリ

最大全長428cm。他のオナガザメ類と同様、全長の半分を占める尾鰭をもつ。背側の体色は濃青色か灰色、体側はメタリックシルバー。腹側は白色である。腹側の白色帯は胸鰭基部の上まで伸びない。ニタリと非常によく似たマオナガ A. vulpinus ではこの白色帯が胸鰭基部の上まで伸びることから、これら2種の区別が可能である。ハチワレ A. superciliosus はこれら2種と異なり、頭部後方に目立つ溝があるので見分けやすい。
出産直後の個体は、全長158 - 190センチメートル。

## 生態
外洋性浮魚類を主に捕食し、イカ類も餌生物に含まれる。
胎生。胎盤を形成しない卵食型。子宮内の胎仔は最初自らの卵黄で成長し、約12cmになると未受精卵を食べ始める。発生初期は歯を使って卵を食い破るが、後期では卵を丸呑みする。産仔数は通常2尾で、2つの子宮それぞれに1尾が育つ。正確な妊娠期間は知られていないが、12ヶ月より短く、毎年出産すると考えられている。

## 人間との関係
地域によっては漁業対象種になることもあるが、マグロ・カジキ延縄での混獲が主。肉、鰭、肝油、皮が利用される。
人に対して危険ではない。
延縄や刺し網などによる混獲や本種を対象とした漁業・スポーツフィッシング（多くの個体はリリースされるが、リリース後に死亡する可能性が高いことが示唆されている）により、生息数は減少している。2017年にAlopias属単位で、ワシントン条約附属書IIに掲載（1月に掲載されたが、規制は同年10月から）されている。
水族館での飼育例は少なく、日本では時期は不明だが、沖縄県の旧館時代の沖縄美ら海水族館が飼育した記録がある。大阪府の海遊館の洋上の生簀で飼育されたことがある。生簀では1.7～1.9mの雌雄3個体、最長で26日の飼育に成功した。また、2015年4月20日に葛西臨海水族園の水槽内で展示された。